# NGC 3789
NGC 3789 ist eine linsenförmige Galaxie vom Hubble-Typ S0-a im Sternbild Becher am Südsternhimmel. Sie ist schätzungsweise 238 Millionen Lichtjahre von der Milchstraße entfernt.
Das Objekt wurde im Jahr 1886 vom US-amerikanischen Astronomen Francis Preserved Leavenworth entdeckt.